# Trophée Barthés A 2019
El Trophée Barthés A del 2019 fue la tercera edición del torneo africano de rugby para jugadores de hasta 20 años (M20) y la primera en el que subdivide en niveles. En esta oportunidad jugaron 4 selecciones en formato eliminatorio, en el que los tres primeros vuelven a jugar en el nivel A y el último desciende al nivel B del 2020.

## Equipos participantes
- Selección juvenil de rugby de Kenia
- Selección juvenil de rugby de Namibia (Namibia U19)
- Selección juvenil de rugby de Senegal ( U19)
- Selección juvenil de rugby de Túnez

## Play off
|  | Semifinales | Semifinales |    |         | Final        | Final      |  |
|  | 4 de abril  | 4 de abril  |    |         | 7 de abril   | 7 de abril |  |
|  |             |             |    |         |              |            |  |
|  |             |             |    |         |              |            |  |
|  | Namibia     | 45          |    |         |              |            |  |
|  | Senegal     | 12          |    |         |              |            |  |
|  |             |             |    |         |              |            |  |
|  |             |             |    |         |              |            |  |
|  |             |             |    |         | Namibia      | 18         |  |
|  |             | Kenia       | 21 |         |              |            |  |
|  |             |             |    |         |              |            |  |
|  |             |             |    |         |              |            |  |
|  |             |             |    |         | Tercer lugar |            |  |
|  |             |             |    |         |              |            |  |
|  | Kenia       | 73          |    | Senegal | 20           |            |  |
|  | Túnez       | 0           |    |         | Túnez        | 16         |  |

## Semifinales
| 4 de abril, 13:30 | Namibia | 45 - 12 | Senegal | KCB Ruaraka, Nairobi, Kenia                             |                                                         |
|                   |         | Reporte |         | Asistencia: 500 espectadores Árbitro(s): Youness Marfoq | Asistencia: 500 espectadores Árbitro(s): Youness Marfoq |

| 4 de abril, 15:30 | Kenia | 73 - 0  | Túnez | KCB Ruaraka, Nairobi, Kenia                          |                                                      |
|                   |       | Reporte |       | Asistencia: 500 espectadores Árbitro(s): Sauda Adiru | Asistencia: 500 espectadores Árbitro(s): Sauda Adiru |

## Tercer puesto
| 7 de abril, 14:00 | Senegal | 20 - 16 | Túnez | KCB Ruaraka, Nairobi, Kenia                               |                                                           |
|                   |         | Reporte |       | Asistencia: 800 espectadores Árbitro(s): Ignance Ndrikhan | Asistencia: 800 espectadores Árbitro(s): Ignance Ndrikhan |

## Final
| 7 de abril, 16:00 | Namibia | 18 - 21 | Kenia | KCB Ruaraka, Nairobi, Kenia                               |                                                           |
|                   |         | Reporte |       | Asistencia: 1500 espectadores Árbitro(s): Precious Pazani | Asistencia: 1500 espectadores Árbitro(s): Precious Pazani |

## Clasificación al Trofeo Mundial
Las 4 selecciones buscaron el cupo para el Trofeo Mundial de Brasil 2019 (2ª división). El equipo local consiguió ese cupo y volverá al Trofeo después de 10 años, cuando se organizó en su país.
| Bandera de Kenia |
| Campeón Kenia    |
| Primer título    |